# Allzunah-Burgen

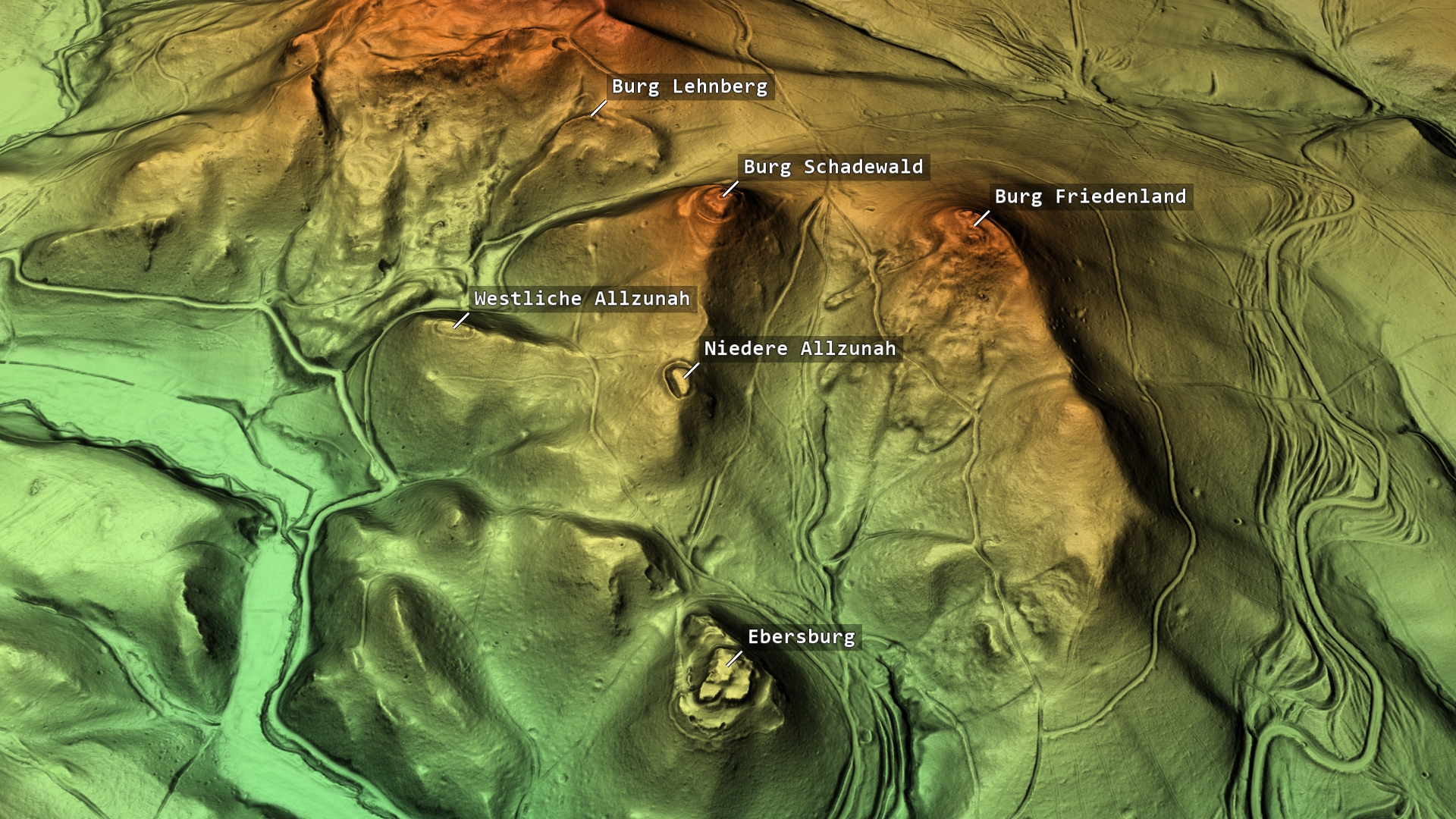
3D-Ansicht des digitalen Geländemodells

Als Allzunah-Burgen, auch Allzunah-Burgengruppe oder im Volksmund auch nur Allzunah, wird eine Gruppe von sechs Burgen bezeichnet, die in unmittelbarer Nähe zueinander liegen. Die Burgen wurden hoch über dem Tal des Krebsbachs am südlichen Harzrand bei Herrmannsacker in Thüringen errichtet. Die zentrale und am besten befestigte Anlage war wohl die Burg Schadewald.

## Liste der Burgen
| Burg                            | Koordinaten                  | Höhe          |
| ------------------------------- | ---------------------------- | ------------- |
| Ebersburg                       | 51° 33′ 15″ N, 10° 52′ 49″ O | 387,5 m ü. NN |
| Burg Friedenland                | 51° 33′ 33″ N, 10° 53′ 5″ O  | 460 m ü. NN   |
| Burg Lehnberg                   | 51° 33′ 39″ N, 10° 52′ 43″ O | 440 m ü. NN   |
| Niedere Allzunah                | 51° 33′ 30″ N, 10° 52′ 46″ O | 415 m ü. NN   |
| Burg Schadewald (Hohe Allzunah) | 51° 33′ 33″ N, 10° 52′ 49″ O | 473 m ü. NN   |
| Westliche Allzunah              | 51° 33′ 30″ N, 10° 52′ 36″ O | 395 m ü. NN   |